# 梁挺生
梁挺生（1925年—2009年9月12日），生於廣東省梅州，為香港教育家、馬主以及育馬者。兒子為梁欽聖，女兒為梁佳貞。

## 教育事業
梁挺生早年曾赴美國留學，畢業後回香港創辦國際學校加州國際學校，及後分拆為聖若望英文書院及美國國際學校，並出任首任校長。在1997年起為家鄉梅州市興建教育設施，並成為梅州市榮譽市民。

## 積極參與賽馬運動
早於20世紀60年代，梁挺生在美國參與賽馬運動，並曾於當地投資賽駒，並前往美國學習馬科相關知識。其後在世界各地投資賽馬，並擁有牧場，其中最為知名的是香港打吡大賽冠軍告魯夫及在逝世前在法國將加州萬里購入。

## 名下馬匹
梁挺生和妻子梁羅澄容、三名子女吳梁佳貞、梁欽聖、陸梁佳儀、孫子梁君宇、孫女梁舜荇、梁舜茵、梁舜茗、女婿吳善球，甚至乎長江團體、草原團體、福狐育馬團體、萬里團體、加州快馬團體的在港名下馬匹大多數以「加州」冠名，但也有少數如告魯夫例外的，例如金門橋、鄉下仔、紅番仔等則不以「加州」兩字冠名。（粗體字為梁挺生所有）
金門橋
加州小子
加州騎警
加州小龍
加州帝皇
加州英雄
騰雲龍
告魯夫（香港打吡大賽）
加利寶
鄉下仔
加州主教
加州巔峯
加州萬里（逝世前購入，未曾以梁挺生名義在香港出賽）
加州先鋒
加州卓越
吳善球與吳梁佳貞名下：
加州寶
大浩湖
梁欽聖、梁樂皓玲、梁君宇、梁舜荇、梁舜茵、梁舜茗一家六口名下：
加州少爺
加州皇子（BH089，先後由王登平、簡炳墀訓練）
加州樂
風雷令
雲中龍
小婦人（加州財子、加州千金母系）
黑白貓
加州丹山（在澳洲贏出二級賽，並轉任種馬）
加州皇子（CD079，先後由沈集成、告東尼訓練）
加州雄心
加州之光
加州滿意
加州財子
加州動力
加州活力（CALIFORNIAVITALITY）
加州千金
加州金鑽
加州戰神
加州再豫
加州騰龍
加州勇將
加州縱堅
加州議長（原名「黨鞭」）
加州明雋
加州多寶
加州嶺域
加州雄師
加州神箭
加州得迅
加州凱歌
加州靈驥
加州金礦
加州雷電
加州韻律
加州銀晉
加州更好
加州十大
加州星球
加州一寶
加州威勝
加州紅森（原名「慈善之父」）
加州偟者
加州動員
加州德至
加州星馳
加州陽光
加州活力（CALIFORNIA MOXIE）
加州本事
加州勇勝
加州熱浪
加州報捷
陸梁佳儀名下：
紅番仔
丹山王
豪奪
加州鳶
加州好運
加州首長
加州金獎
加州福星
團體名下：
福狐
綠續有贏
劍鋒
好好機會
加州精英
加州大帝
加州前程
加州時佳
加州得力
加州代表
加州星皓

## 逝世
2009年9月12日，梁挺生因心臟病發逝世。

## 家庭狀況
梁挺生已婚，其妻為梁羅澄容，育有兩子兩女，分別是吳梁佳貞（丈夫吳善球）、梁欽聖（太太樂皓玲是樂易玲三妹，2023年10月25日與世長辭）、陸梁佳儀（丈夫陸弘亮）、梁欽宗（太太葉美嫦）。